# تلسکوپ هابی–ابرلی

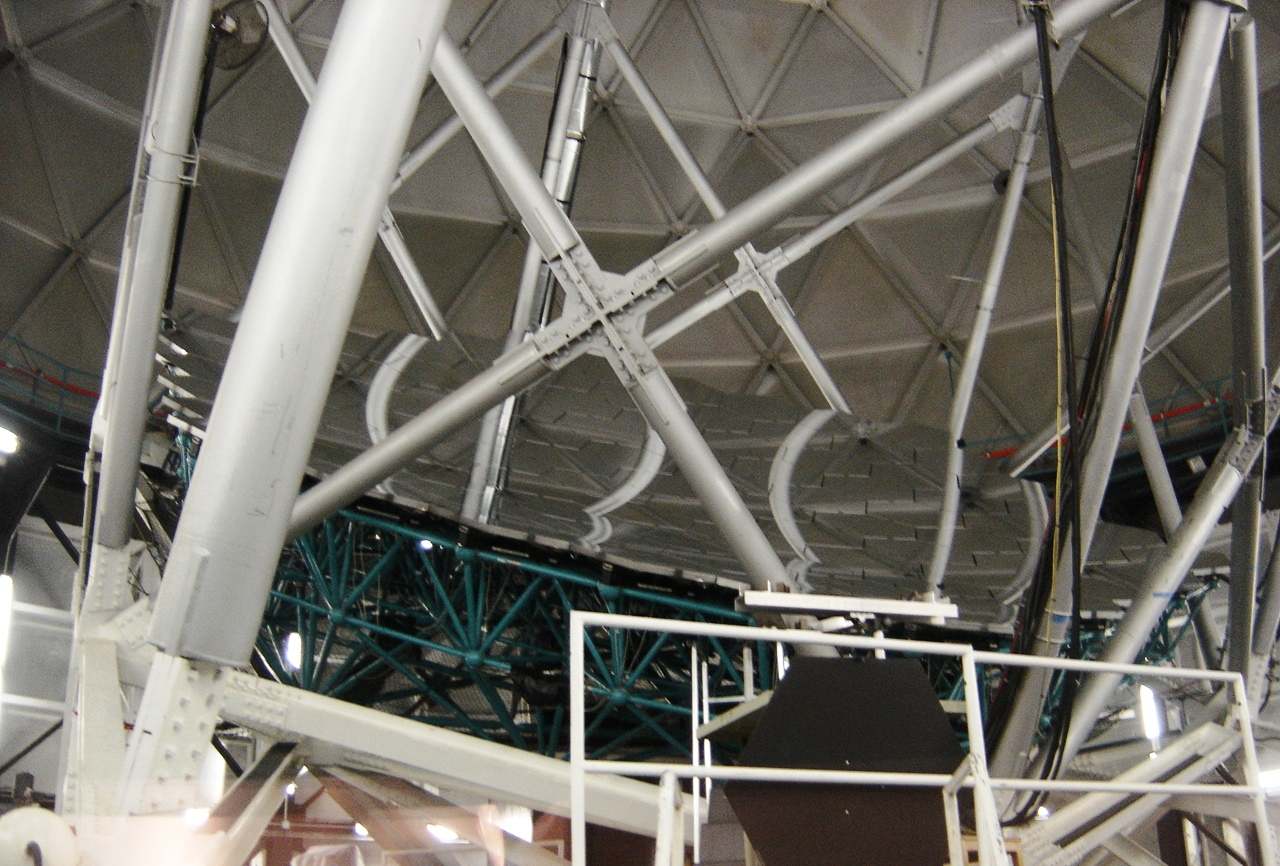
شبکه آیینه‌های موزاییکی این تلسکوپ در این تصویر بخوبی نمایان است.

تلسکوپ هابی-ابرلی (به انگلیسی: Hobby-Eberly Telescope) نام بزرگ‌ترین و قوی‌ترین تلسکوپ نوری واقع در رصدخانه مکدونالد است که در ایالت تگزاس آمریکا قرار گرفته است.
این تلسکوپ متشکل از ۹۱ آیینه شش وجهی است که به‌طور مرکب تشکیل یک شبکه کندویی (mosaic) داده که قطر آن ۹ متر و دویست سانتیمتر است.
دانشگاه تگزاس در آستین این تلسکوپ را اداره می‌کند، و چهار دانشگاه استنفورد، دانشگاه ایالتی پنسیلوانیا، دانشگاه لودویگ ماکسیمیلیان مونیخ، و دانشگاه گئورگ آگوست گوتینگن در استفاده از این تلسکوپ شریک هستند.

## جُستارهای وابسته
- دانشگاه تگزاس در آستین
- بزرگ‌ترین تلسکوپ‌های جهان